# Iperinflazione nello Zimbabwe

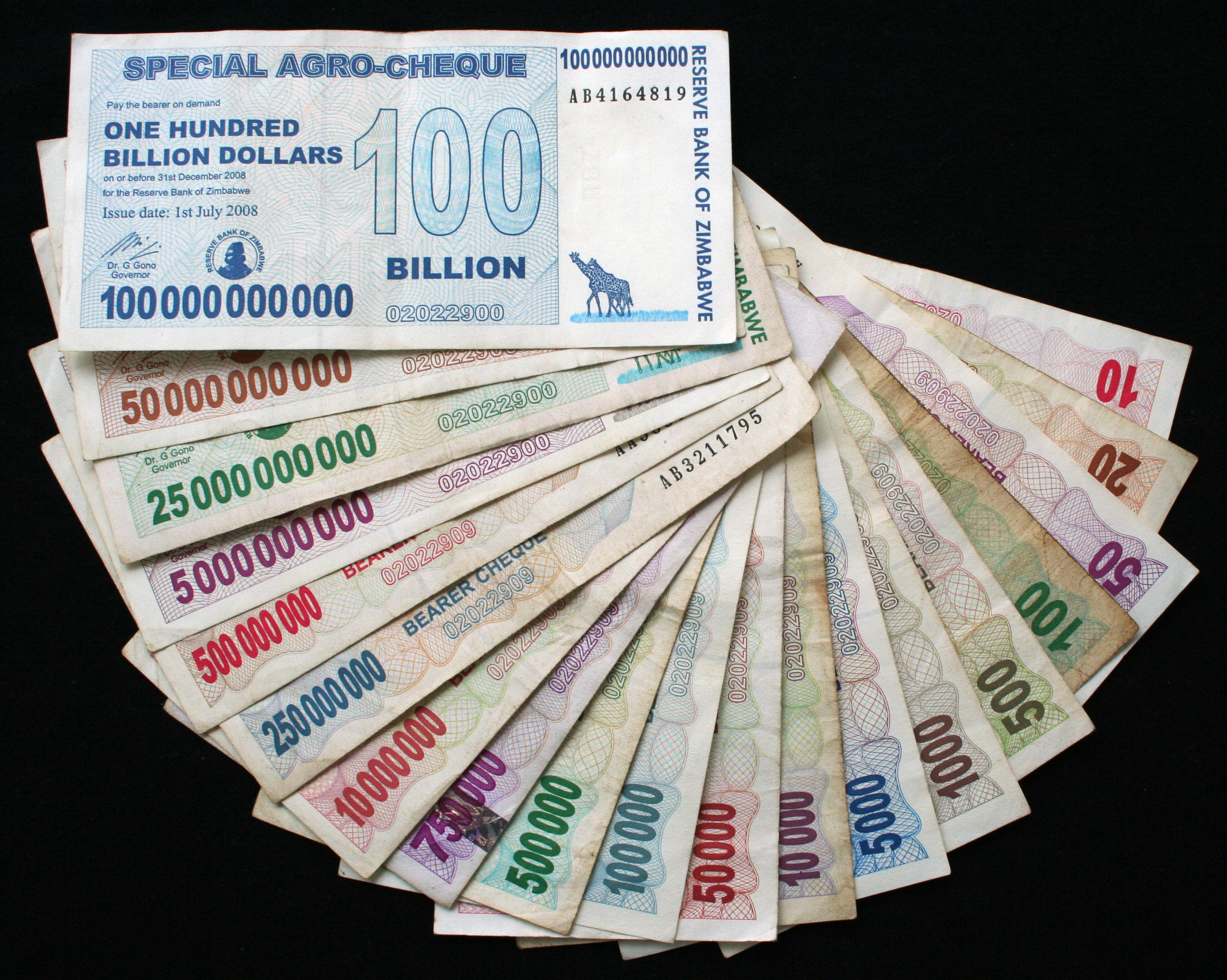
Alcuni assegni al portatore stampati dalla Reserve Bank of Zimbabwe tra il luglio 2007 e il luglio 2008 (oggi scaduti) che riflettono il tasso di iperinflazione nello Zimbabwe.

L'iperinflazione nello Zimbabwe persevera dai primi anni 2000, poco dopo la confisca dei terreni agricoli posseduti dai bianchi e il ripudio dei debiti nei confronti del Fondo Monetario Internazionale. Dati del 14 novembre 2008 stimano il tasso d'inflazione annuo dello Zimbabwe pari a 89 700 miliardi di miliardi (89,7×1021) di punti percentuali.
Per cercare di stabilizzare l'economia, nell'aprile 2009 il governo ha smesso di stampare dollari zimbabwiani adottando come valute di riferimento il rand sudafricano e il dollaro statunitense. 
Nel giugno 2019, il governo ha annunciato la reintroduzione dei dollari zimbabwiani e la contemporanea cessazione dal corso legale di valuta straniera. L'inflazione, a luglio 2019, si è incrementata ulteriormente del 175% per via del ritorno ad una politica monetaria eccessivamente espansiva rispetto alle capacità produttive (di beni tangibili) dello Zimbabwe.

## Contesto storico
Il 18 aprile 1980, quando dalla colonia inglese della Rhodesia nacque la nuova repubblica indipendente dello Zimbabwe, il dollaro rhodesiano fu sostituito dal dollaro zimbabwiano alla pari.
Il dollaro zimbabwiano aveva valore pari a circa 1,59 USD. Dall'introduzione delle riforme terriere nei primi anni novanta, l'iperinflazione e il collasso dell'economia del paese hanno causato la violenta svalutazione del dollaro zimbabwiano. I critici del presidente Robert Mugabe incolpano le sue politiche di riforma terriera focalizzate sulla requisizione delle terre dagli agricoltori bianchi per redistribuirle ai neri; essi sostengono che la ragione principale del crollo verticale della produzione di cibo è che i nuovi proprietari mancano delle competenze o dei mezzi per coltivare con produttività; in particolare è stata distrutta la produzione del tabacco, che da sola costituiva un terzo degli introiti dell'esportazione. Tuttavia, il governo (espressione del partito ZANU-PF) e i suoi sostenitori affermano che questo collasso economico sia una conseguenza delle sanzioni internazionali indirizzate a colpire un numero ristretto di ministri e di società fedeli al governo, come la legge per il ripristino dell'economia e della democrazia nello Zimbabwe (Zimbabwe Democracy and Economic Recovery Act - ZDERA) approvata nel 2001 dagli Stati Uniti, e altri provvedimenti approvati dall'Unione europea e dall'Australia, che loro ritengono illegali e sostengono siano direttamente dannosi per l'economia.

## Cause
Le cause dell'iperinflazione sono da rinvenire nella creazione di moneta operata dal governo Mugabe per finanziare sia le riforme sia la seconda guerra congolese, in particolare erogando alti salari ai militari e agli ufficiali. L'intervento dello Zimbabwe nella seconda guerra del Congo, a fianco dell'esercito governativo, costò alla nazione svariati milioni di dollari mensili, a causa degli alti stipendi delle truppe; il Fondo Monetario Internazionale stima che le spese militari dello Zimbabwe ammontavano a 1.000.000 di dollari giornalieri.. L'intento di Mugabe era di impossessarsi delle miniere di diamanti congolesi, che erano in mano ai ribelli, e per procurarsi i necessari fondi, continuò la stampa di denaro. Il Congo, per ripagare lo Zimbabwe dell'aiuto fornito, offrì lingotti d'oro e diamanti, che furono tuttavia intascati da membri del governo e dell'esercito.

Questi fattori fecero sì inoltre che la popolazione, vedendo il valore del denaro abbassarsi sempre più, perdesse la fiducia nella valuta, contribuendo all'aumento dell'inflazione. Questi avvenimenti, oltre al fatto che i negozianti facessero costare meno i prodotti se pagati con valuta straniera, causarono anche un enorme sviluppo del mercato nero.

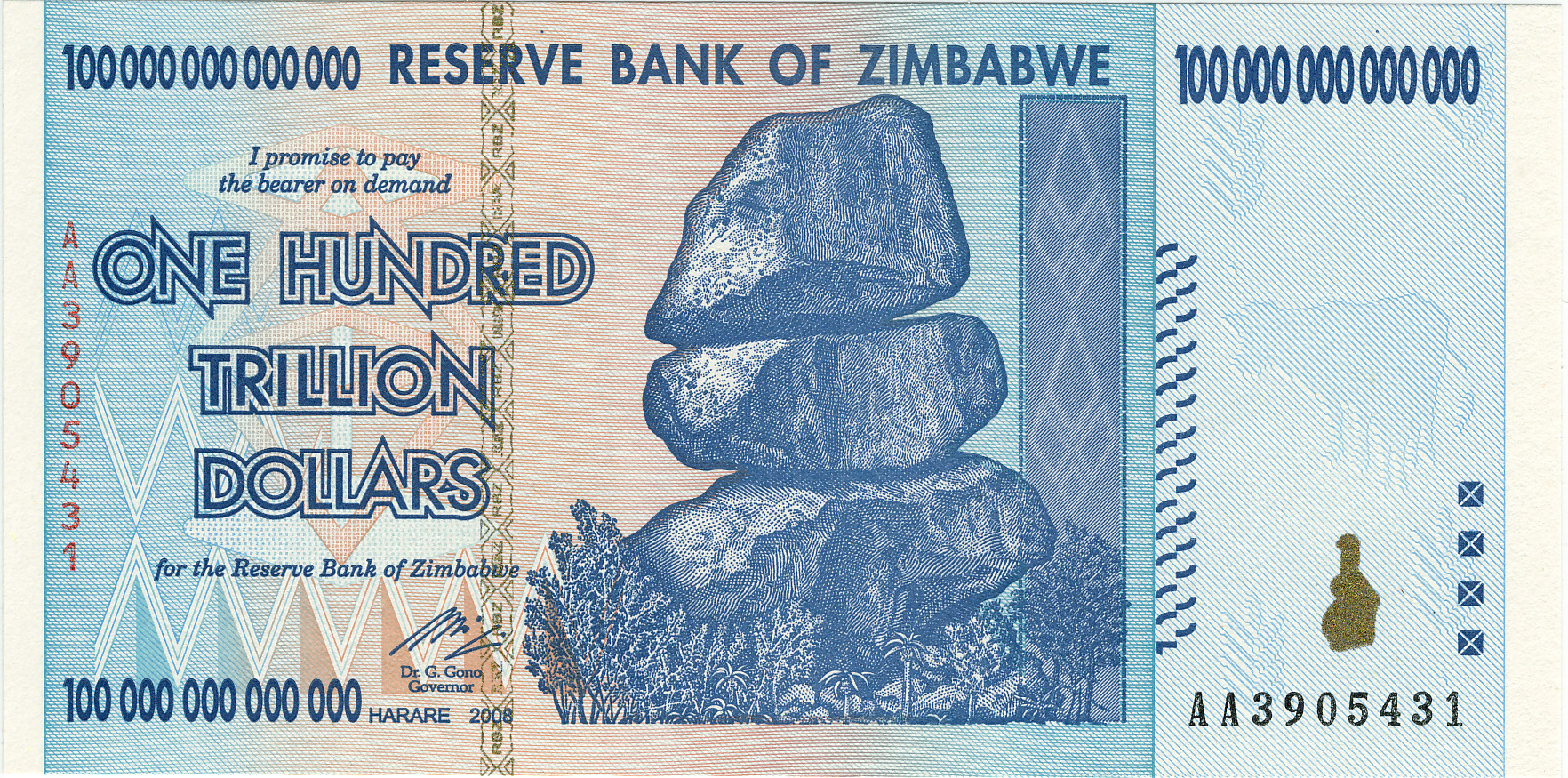
Banconota da 100.000.000.000.000 dollari zimbabwiani in circolazione dal 16 gennaio al 12 aprile 2009.

## Inizio del XXI secolo

Cambio ufficiale, del mercato nero e OMIR dal 1º gennaio 2001 al 2 febbraio 2009. Si noti la scala logaritmica.

All'inizio del XXI secolo il paese cominciò a sperimentare l'iperinflazione. L'inflazione raggiunse il 623% nel gennaio 2004, quindi tornò a valori inferiori (seppur sempre a tre cifre).

### 2006
Il 16 febbraio 2006 il governatore della Banca Centrale dello Zimbabwe, Gideon Gono, annunciò che il governo aveva stampato 20 500 miliardi di dollari al fine di comprare valuta estera per saldare gli arretrati al Fondo Monetario Internazionale.
All'inizio di maggio 2006 il governo dello Zimbabwe annunciò che avrebbero prodotto ulteriori 60 000 miliardi di dollari. La valuta aggiuntiva era necessaria per finanziare i recenti aumenti salariali concessi a soldati e poliziotti (300%) e agli altri dipendenti pubblici (200%). Tali spese non erano tra quelle previste per il corrente anno fiscale, e il governo non disse da dove sarebbero arrivati i fondi necessari per finanziarle.
Nell'agosto 2006 il governo dello Zimbabwe introdusse una nuova valuta, invitando i cittadini a convertire le vecchie banconote; la nuova moneta (emessa dalla banca centrale) aveva rimosso tre zeri. La maggioranza degli analisti finanziari rimase scettica e affermò che la nuova valuta non avrebbe fornito sollievo dall'inflazione record.

### 2007
Nel mese di febbraio 2007 la banca centrale dichiarò l'inflazione "illegale", vietando qualsiasi aumento sui prezzi di determinati beni di prima necessità tra il 1º marzo e il 30 giugno 2007. I dirigenti di alcune imprese locali furono arrestati con l'accusa di aver aumentato i prezzi dei loro prodotti. .
Nel marzo 2007 l'inflazione raggiunse un nuovo picco a 1 730%, e a giugno il governo rese pubblico il dato del 7 638%. Le previsioni per l'inflazione annuale spaziavano dal 3 000% (secondo l'FMI) all'8 000%. Nei fatti, l'inflazione quel mese arrivò all'11 000% da una prima stima a 9 000%. L'ambasciatore degli Stati Uniti nello Zimbabwe, Christopher Dell, affermò che l'inflazione avrebbe potuto raggiungere il livello di 1,5 milioni percento entro la fine dell'anno, sebbene l'FMI stimasse un tasso pari "solo" al 115 000% per il mese di dicembre 2007 e al 150 000% per il gennaio 2008. Il governo introdusse una banconota da 200 000 dollari, mentre diventavano sempre più frequenti gli episodi di estrema penuria di generi alimentari di base, di benzina e di forniture sanitarie. Il governo istituì un congelamento semestrale degli stipendi il 1º settembre 2007.

### 2008

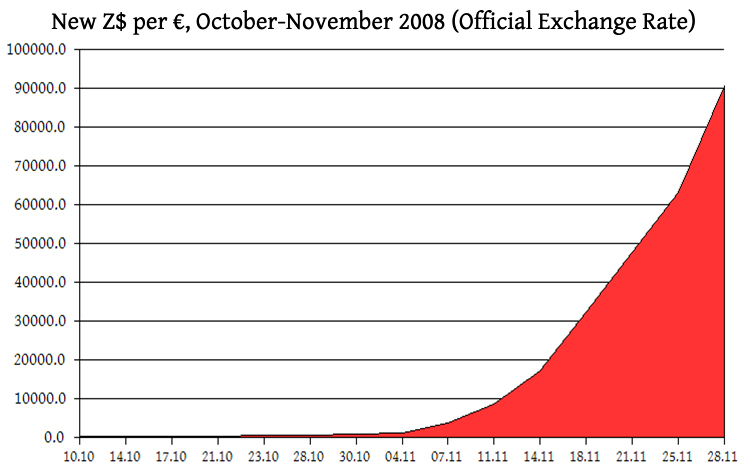
Evoluzione del cambio tra dollaro dello Zimbabwe ed euro tra ottobre e novembre 2008.

La banca centrale emise una banconota da 10 milioni di dollari nel gennaio 2008, di valore pari a circa 4 USD. L'inflazione nello Zimbabwe raggiunse il picco record di 26 470,8 punti percentuali mentre l'economia si contraeva del 6%, come affermato dalla banca centrale.
Nell'aprile 2008 la banca centrale emise una banconota da 50 milioni di dollari, di valore pari a circa 1,20 USD. Nel maggio 2008 la banca centrale emise banconote, o meglio "assegni al portatore", da 100 e 250 milioni di dollari. Nel frattempo l'inflazione si stimava fosse arrivata al 165 000% con alcuni rapporti non confermati che ponevano il dato al 400 000%. Dieci giorni dopo furono emesse nuove banconote da 500 milioni di dollari (di valore pari a circa 2 USD). L'ambasciatore statunitense a Harare predisse che l'inflazione avrebbe raggiunto il livello di 1,5 milioni di punti percentuali entro la fine del 2008.
All'inizio del mese di luglio i dati ufficiali ponevano il tasso d'inflazione al 355 000%, mentre alcuni analisti indipendenti stimavano fosse pari a 8,5 milioni di punti percentuali. Il 4 luglio 2008, alle ore 17.00, una bottiglia di birra costava 100 miliardi di dollari, ma un'ora più tardi, il prezzo era già salito a 150 miliardi. Il 15 luglio 2008 i giornali pubblicarono inoltre la notizia che le presse di stampa stavano esaurendo la carta per stampare la valuta e c'era il timore che, a causa delle preoccupazioni inerenti al rispetto dei diritti umani, la Germania interrompesse la fornitura di carta e di licenze software necessarie per creare i disegni per banconote di tagli sempre superiori. Il 16 luglio il tasso ufficiale d'inflazione riportato dalla Banca Centrale fu di 2,2 milioni di punti percentuali. Il 19 luglio 2008 la banca centrale annunciò il progetto relativo all'introduzione di una banconota da 100 miliardi di dollari.
Il 30 luglio 2008 il governatore della banca centrale, Gideon Gono, annunciò che il dollaro dello Zimbabwe sarebbe stato ridenominato mediante la rimozione di 10 zeri, con effetto dal 1º agosto 2008. 10 miliardi di vecchi dollari sarebbero diventati pari a un nuovo dollaro dopo la ridenominazione. Il 19 agosto 2008 i dati ufficiali annunciati per il mese di giugno stimarono l'inflazione superiore all'11 250 000% (che significa il raddoppio dei prezzi ogni 22 giorni). I dati diffusi dall'Ufficio Centrale di Statistica posero l'inflazione annuale dello Zimbabwe a 11,2 milioni per cento per il mese di giugno 2008 e a 231 milioni per cento per il mese di luglio 2008. Steve Hanke, ricercatore del "Cato Institute", pubblicò un documento in cui stimava il tasso d'inflazione annualizzato dello Zimbabwe pari a 89 700 miliardi di miliardi di punti percentuali alla data del 14 novembre 2008; dai suoi calcoli, tra il 24 ottobre e il 14 novembre, i prezzi nello Zimbabwe erano cresciuti con un fattore moltiplicativo di 170-200 alla settimana.
Il 6 dicembre 2008 la Banca Centrale dello Zimbabwe annunciò il progetto di introdurre la banconota da 200 milioni di dollari, trascorsi solo pochi giorni dall'introduzione di quella da 100 milioni. Anche con la circolazione di entrambe le nuove banconote in mezzo alla trincerata iperinflazione, la banca centrale lasciò immutato il limite sui prelievi giornalieri di contante a 500 000 dollari, pari a circa 0,25 USD.

### 2009
Alla fine del dicembre 2008 e all'inizio del gennaio 2009 l'utilizzo di valuta straniera come mezzo di scambio comune era diventato tanto più diffuso quanto meno beni e servizi venivano offerti in valuta locale. Allo scopo di aiutare i settori in difficoltà, a causa della carenza cronica di valuta straniera, soprattutto in merito all'importazione di beni e pezzi di ricambio, la banca centrale autorizzò circa mille esercizi commerciali a vendere prodotti in valuta straniera.
Il 12 gennaio 2009 venne introdotta la banconota da 50 miliardi di dollari. Il 16 gennaio 2009 furono annunciati i progetti in merito all'imminente emissione di banconote da 10, 20, 50 e 100 000 miliardi di dollari. Quest'ultima aveva un valore che, al momento dell'annuncio, era pari a circa 30 USD, ma che si supponeva si sarebbe volatilizzato velocemente. Tra l'altro tali progetti aprivano una lacuna nella serie di tagli delle banconote, non essendocene nessuna nell'ordine di 100 o 1 000 miliardi di dollari. Ci vorrebbero infatti 200 banconote da 50 miliardi per ottenere lo stesso valore della banconota da 10 000 miliardi, la più prossima tra quelle di valore superiore.
Il 29 gennaio, nello sforzo di contrastare l'incontrollabile inflazione del proprio paese, il Ministro delle Finanze, Patrick Chinamasa, annunciò che le società e gli individui sarebbero stati autorizzati da quel momento a utilizzare, insieme al dollaro zimbabwiano, anche altre e più stabili valute (come, ad esempio, il rand sudafricano) per condurre i propri affari. Sebbene solo alle società autorizzate fosse permesso accettare valute straniere, questo era ormai diventato pratica comune. Infatti, secondo la popolazione locale, anche i venditori ambulanti rifiutavano la valuta nazionale.
In febbraio il governo rivalutò il dollaro. Un nuovo dollaro era pari a mille miliardi di quelli vecchi. Questa mossa ha portato a 25 il numero degli zeri rimossi durante il periodo di iperinflazione.
In marzo un quotidiano indipendente edito dai giornalisti zimbabwiani esiliati e conosciuto come "The Zimbabwean" ha intrapreso una campagna a Johannesburg, in Sudafrica, al fine di protestare contro un pesante dazio all'importazione con cui è stato preso di mira dal governo espressione del partito ZANU-PF. Banconote dello Zimbabwe dal valore facciale enorme sono state distribuite gratuitamente a motociclisti e pedoni. Le banconote senza valore sono state usate anche per ricoprire muri e tabelloni per le affissioni - tutte stampate con slogan come "è più economico stampare questo sulle banconote" e "combatti il regime che ha rovinato una nazione".

### 2024
Le elezioni generali in Zimbabwe del 2023 si tennero il 23 agosto per l'elezione del Presidente del paese e per il rinnovo del Parlamento, composto da Assemblea nazionale e Senato. Svoltosi lo spoglio elettorale, è emerso vincitore il Presidente uscente Emmerson Mnangagwa, con il 52,60% dei voti, promettendo di bloccare l'inflazione con una moneta che si basa sulle riserve auree del paese.

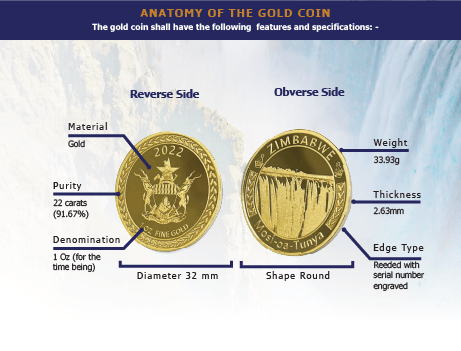
Immagine fronte retro con descrizione dello ZiG della RBZ

L'inflazione raggiunse il picco con il 57,5% ad Aprile ed il minimo nel 11,7% a Novembre, mentre ad Ottobre si è ottenuta la stabilità della moneta la quale con un lasso di tempo d'un mese è scesa di 25,5 punti, la diminuzione dell'inflazione è dovuta soprattutto dall'introduzione dello ZiG (Zimbawe Gold) nel 5 Aprile 2024 , per ridurre l'inflazione e stabilizzare il valore della moneta eppure potrebbe anche causare  danni alla stabilità della macroeconomia, questo potenziale rischio è stato sollevato dall'opposizione guidata da Nelson Chamisa, contestando pure il fatto che il partito di Mnangagwa ha grande controllo dei media e fino ad ora è stato l'unico partito ad ottenere la presidenza. Secondo il MPC(Monetary Policy Committee) l'entrata di valute straniere come il dollaro aumenterà del 11,9%.    

## Soluzioni

### Manovre governative
Generalmente un'iperinflazione può essere arrestata nel giro di pochi mesi se il governo prende le misure necessarie a fermare la svalutazione. Nella maggior parte dei casi, un governo può limitarsi, semplicemente, a cessare la stampa della cartamoneta in eccesso, ma, nel caso dello Zimbabwe, è stato fatto trascorrere troppo tempo, e non è più possibile risolvere il problema in questa maniera: l'iperinflazione, infatti, è durata oltre 5 anni.

### Cambio di valuta
Un'altra soluzione comunemente usata è quella di abbandonare la moneta utilizzata fino a quel momento, per adottarne una nuova e più stabile. Lo Zimbabwe, infatti, potrebbe acquistare un certo numero di monete più stabili (per esempio il dollaro statunitense, l'euro o il rand sudafricano) e utilizzarle come nuova valuta. Non è rilevante quale sia la moneta ufficiale perché la gente è libera di decidere, di comune accordo, quale valuta sia meglio usare per condurre una certa attività commerciale o industriale. Ma, in realtà, la moneta ufficiale tende sempre a prevalere sulle altre, anche se la gente ha la facoltà di decidere quale usare. Ci sono vantaggi e svantaggi nell'adozione di una nuova moneta, ma - tra quelle elencate sopra - il dollaro statunitense era quella più forte, stabile e facile da cambiare.

### Adesione alla Rand Zone
Un altro modo per fermare l'inflazione per lo Zimbabwe è quello di aderire alla speciale zona monetaria conosciuta con il nome di Rand Zone, come hanno già fatto eSwatini, Lesotho e Namibia. La Rand Zone è un gruppo formato da Paesi che utilizzano una stessa valuta (in questo caso il rand sudafricano) al fine di migliorare la stabilità dell'economia. L'adesione alla Rand Zone potrebbe consentire allo Zimbabwe di rilanciare l'economia dopo l'iperinflazione.

### Altre soluzioni
Nei primi mesi del 2011 è fallito il tentativo di trovare un accordo sull'utilizzo del dollaro statunitense come unica moneta e l'economia del Paese è tuttora in crisi.